# Bozavand
Bozavand (azerbajdzjanska: Bozavənd) är en ort i Azerbajdzjan.   Den ligger i distriktet Ağsu Rayonu, i den centrala delen av landet, 130 km väster om huvudstaden Baku. Bozavand ligger 75 meter över havet och antalet invånare är 1 068.
Terrängen runt Bozavand är platt åt sydväst, men åt nordost är den kuperad. Terrängen runt Bozavand sluttar söderut. Närmaste större samhälle är Aghsu, 7,6 km norr om Bozavand.
Trakten runt Bozavand består till största delen av jordbruksmark. Runt Bozavand är det ganska tätbefolkat, med 62 invånare per kvadratkilometer.